# Arrondissement Côteaux

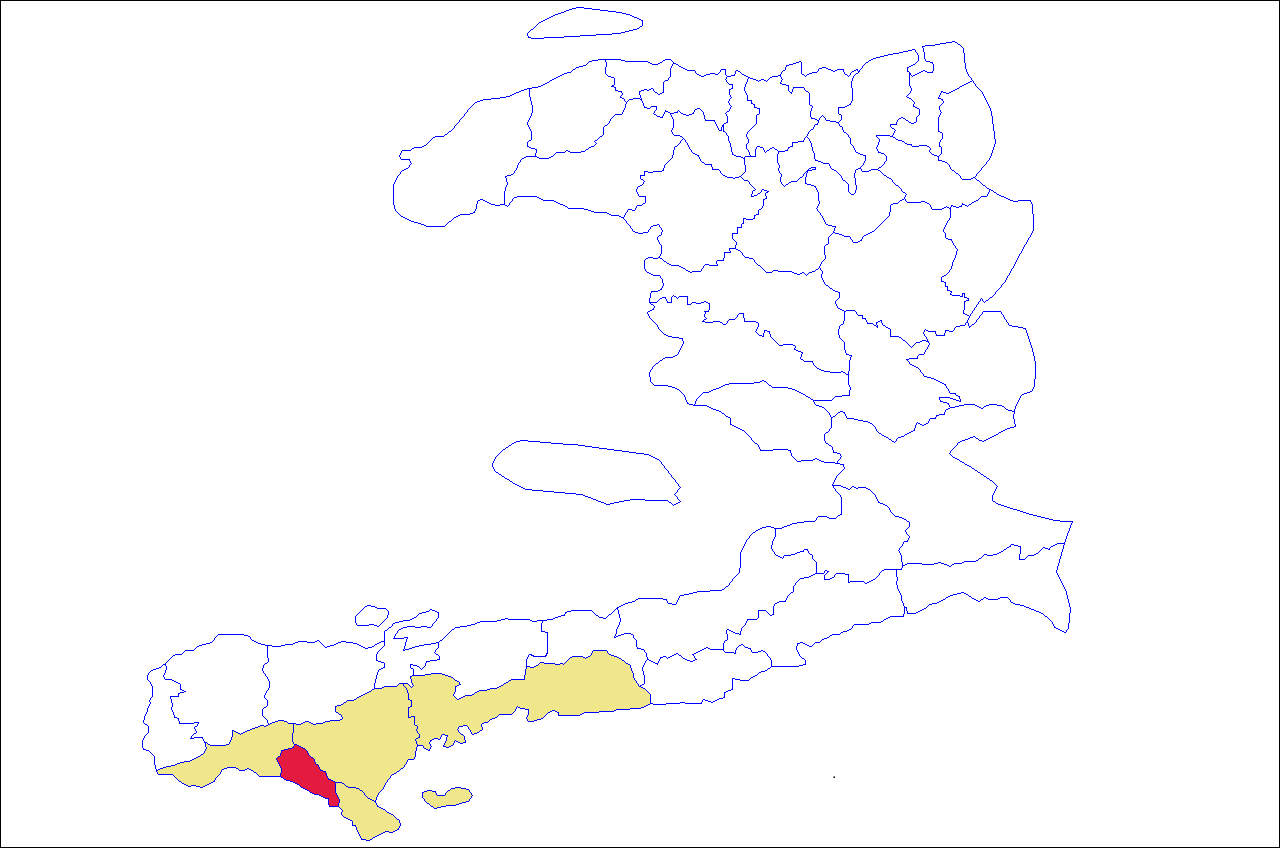
Lage des Arrondissements Côteaux in Haiti und im Département Sud

Das Arrondissement Côteaux, auch Arrondissement Les Côteaux genannt, (haitianisch-kreolisch: Koto) ist eine der fünf Verwaltungseinheiten des Départements Sud, Haiti. Hauptort ist die Gemeinde Côteaux.

## Lage und Beschreibung
Das Arrondissement liegt im Südwesten des Départements Sud. Im Südwesten hat es eine Küste zum Karibischen Meer. 
Benachbart ist im Norden und im Osten das Arrondissement Les Cayes, im Südosten das Arrondissement Port-Salut und im Nordwesten das Arrondissement Chardonnières.
In dem Arrondissement gibt es drei Gemeinden:
- Côteaux (rund 21.000 Einwohner),
- Port-à-Piment (rund 17.000 Einwohner) und
- Roche-à-Bateaux (rund 18.000 Einwohner).

Das Arrondissement hat insgesamt rund 59.000 Einwohner (Stand: 2015).
Die Route Départementale 25 (RD-25) verbindet das Arrondissement via Port-Salut mit dem Straßensystem Haitis.